# Заставе наших очева
Заставе наших очева (енгл. Flags of Our Fathers) амерички је ратни филм из 2006. године, у режији Клинта Иствуда, по сценарију Вилијама Бројлиса Млађег и Пола Хагиса. Темељи се на истоименом роману Џејмса Бредлија и Рона Пауерса о бици за Иво Џиму 1945. године, пет маринаца и једном морнаричком официру који су били заслужни за подизање заставе на Иво Џими, као и последицама тог догађаја на њихове животе.
Приказује америчку тачку гледишта о бици за Иво Џиму, док пратећи филм Писма са Иво Џиме, који је Иствуд такође режирао, представља причу из јапанске тачке гледишта. Филм Писма са Иво Џиме је приказан само два месеца након почетка приказивања филма Заставе наших очева.

## Улоге
| Глумац                | Улога                 |
| --------------------- | --------------------- |
| Рајан Филипи          | Џон Бредли            |
| Џеси Брадфорд         | Рене Гањон            |
| Адам Бич              | Ајра Хејз             |
| Џон Бенџамим Хики     | Киз Бич               |
| Џон Слатери           | Бад Гербер            |
| Пол Вокер             | Хенк Хансен           |
| Џејми Бел             | Ралф Игнатовски       |
| Бари Пепер            | Мајкл Странк          |
| Роберт Патрик         | Чандлер Џонсон        |
| Нил Макдона           | Дејв Северанс         |
| Мелани Лински         | Полин Нарнојс Гањон   |
| Том Макарти           | Џејмс Бредли          |
| Крис Бауер            | Александер Вандегрифт |
| Гордон Клап           | Холанд Смит           |
| Нед Ајзенберг         | Џо Розентал           |
| Џудит Ајви            | Бел Блок              |
| Ен Дауд               | госпођа Странк        |
| Мира Терли            | Мадлин Евели          |
| Џејсон Греј Станфорд  | Харолд Шријер         |
| Џозеф Мајкл Крос      | Френклин Саусли       |
| Бенџамин Вокер        | Харлон Блок           |
| Алесандро Мастробуоно | Чак Линдберг          |
| Скот Иствуд           | Роберто Лундсфорд     |
| Дејвид Патрик Кели    | Хари Труман           |
| Старк Сендс           | Волтер Густ           |